# Idaea vartianae
Idaea vartianae är en fjärilsart som beskrevs av Edward P. Wiltshire 1966. Idaea vartianae ingår i släktet Idaea och familjen mätare. Inga underarter finns listade i Catalogue of Life.